# Eunidia annulata
Eunidia annulata es una especie de escarabajo longicornio del género Eunidia, categorizada en la tribu Eunidiini, de la subfamilia Lamiinae. Fue descrita por Aurivillius en 1925.

## Descripción
Mide 5-9 mm de longitud.

## Distribución
Se distribuye por Botsuana, Malaui, República Democrática del Congo, República Sudafricana, Somalia, Tanzania, Zambia y Zimbabue.